# 啓明大駅
啓明大駅（ケミョンデえき）は、大韓民国大邱広域市達西区新塘洞にある大邱交通公社2号線の駅である。駅番号は(220)。

## 駅構造
- 相対式ホーム2面2線の地下駅。

## 駅周辺
- 啓明大学校
- 韓国放送通信大学校
- 啓明文化大学
- 新塘洞郵便局
- ウリィ銀行 城西工団店

## 歴史
- 2005年10月18日 - 開業。

## 利用状況
| 路線   | 乗車人員 | 乗車人員 | 乗車人員 | 乗車人員 | 乗車人員 |
| 路線   | 2005年   | 2006年   | 2007年   | 2008年   | 2009年   |
| ------ | -------- | -------- | -------- | -------- | -------- |
| ●2号線 | 6615人   | 7091人   | 6971人   | 7216人   | 7265人   |

## 隣の駅
大邱交通公社
●2号線
江倉駅 (219) - 啓明大駅 (220) - 城西産業団地駅(221)